# 오타와 시빅스
| 오타와 시빅스      |                                                    |
| 디비전             | 캐나디안 디비전 (1976년)                           |
| 설립연도           | 1976년                                             |
| 해체연도           | 1976년                                             |
| 역사               | 덴버 스퍼스 (1975년~1976년) 오타와 시빅스 (1976년) |
| 경기장             | 오타와 시빅 센터                                   |
| 연고지             | 온타리오주 오타와                                  |
| 상징색             | 하양, 검정                                         |
| 구단주             | -                                                  |
| 단장               | -                                                  |
| 감독               | -                                                  |
| 애브코 월드 트로피 | -                                                  |
| 시즌 우승          | -                                                  |
| 디비전 우승        | -                                                  |
| 영구 결번          | -                                                  |

오타와 시빅스(Ottawa Civics)는 1976년까지 온타리오주 오타와를 연고지로 하는 WHA 소속 아이스 하키팀이다.

## 역대 홈경기장
| 경기장           | 사용기간 | 수용인원 | 장소              | 비고 |
| ---------------- | -------- | -------- | ----------------- | ---- |
| 오타와 시빅스    |          |          |                   |      |
| 오타와 시빅 센터 | 1976년   | 9,500명  | 온타리오주 오타와 | 빈칸 |

## 같이 보기
- 오타와 내셔널스